# مایکل تینخام
 مایکل تینخام (انگلیسی: Michael Tinkham؛ زاده ۲۳ فوریهٔ ۱۹۲۸ درگذشته ۴ نوامبر ۲۰۱۰) یک دانشمند در زمینه اهل ایالات متحده آمریکا بود. 